# Madona z Pomezí
Madona z Pomezí je dílo z pozdní fáze krásného slohu z počátku 2. desetiletí 15. století a patří do místní chebské řezbářské produkce. Madona, původně provázená sochami světice a sv. biskupa pochází z kostela sv. Jakuba Většího z Pomezí nad Ohří, odkud se dostala na farní úřad v Chebu. Je vystavena v Muzeu církevního umění plzeňské diecéze.

## Popis a zařazení
Reliéfní socha z lipového dřeva 85 × 31 × 11 cm, se zbytky původní polychromie, vzadu vyhloubená. Restauroval M. Hamsík (1972). Panna Marie s Ježíškem je patrně pozůstatkem retáblu, ke kterému patřily další dvě sochy evidované ještě v letech 1966–1994, ale od roku 2003 nezvěstné (Sv. Biskup, výška 67 cm, Světice, výška 60 cm. Obě byly silně poškozeny pozdějším přeřezáním a byly kryty silnou vrstvou nepůvodní polychromie).
Kompozice vychází z krásnoslohé Plzeňské madony, výraz Mariiny tváře je však povrchnější a sentimentální. Socha Madony se oproti dílům vrcholné fáze krásného slohu vyznačuje zvýrazněnou vertikalitou plochého a mělkého jádra sochy a zmnožením kaskád záhybů drapérie. Dozvuky slohu se projevují počínajícím vysycháním motivů a celkovou ochablostí. Kaskády záhybů jsou zplihlé, nerozpínají se do šířky a klesají hluboko k podstavci. Dítě si částečně uchovalo půvab Ježíšků krásného slohu, ale na rozdíl od nich ho matka drží ve vzpřímené a strnulé poloze.
U poněkud starší Madony z Nebanic si dítě uchovalo živý pohyb, typický pro krásný sloh.

### Příbuzná díla
- Madona z Nebanic
- Sv. Kateřina z Františkových Lázní
- Madona z Karlových Varů

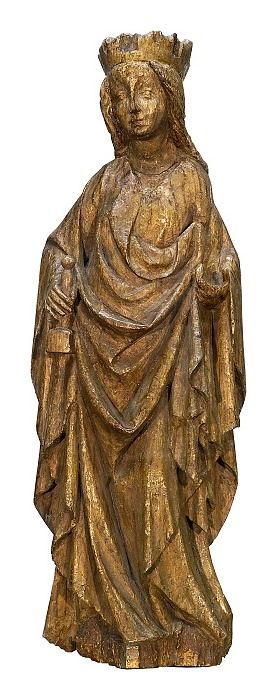
Sv. Kateřina z Františkových Lázní (první čtvrtina 15. stol.)